# En attendant Violette
Pour plus de détails, voir Fiche technique et Distribution.
En attendant Violette est un film français de Matthieu Maury et Warren Dupuy, sorti en 2017.

## Synopsis
Deux amis, Greg et Jonas, travaillent sur un projet scénario dans la maison de campagne du grand-père de Jonas. Greg attend de retrouver prochainement sa petite amie Violette, en voyage au Brésil. Il en est très amoureux, pensée obsédante qui influe sur son écriture. Agacé par leur difficulté à écrire, Jonas décide d'inviter deux copines pour le week-end, dont Johanna, amie d'amie qui va se révéler très présente, intrigant et fascinant les amis.

## Distribution
- Gary Hottegindre : Greg
- Mathieu Chauveau : Jonas
- Alix Bénézech : Johanna
- Elsa de Belilovsky : Chloé
- Lara Mistretta : Violette

## Autour du film
- Les deux réalisateurs étaient encore étudiants à l'École de la Cité pendant la production du film, école formant réalisateur et auteurs/scénaristes, imaginée par Luc Besson et située dans la Cité du cinéma à Saint-Denis.
- Une part importante a été donnée à l'improvisation des interprètes, sur la base d'une simple trame de scénario.
- Le film fait partie de la sélection Les Découvertes du Saint-André du cinéma le Saint-André-des-Arts.